# Tetiaroa

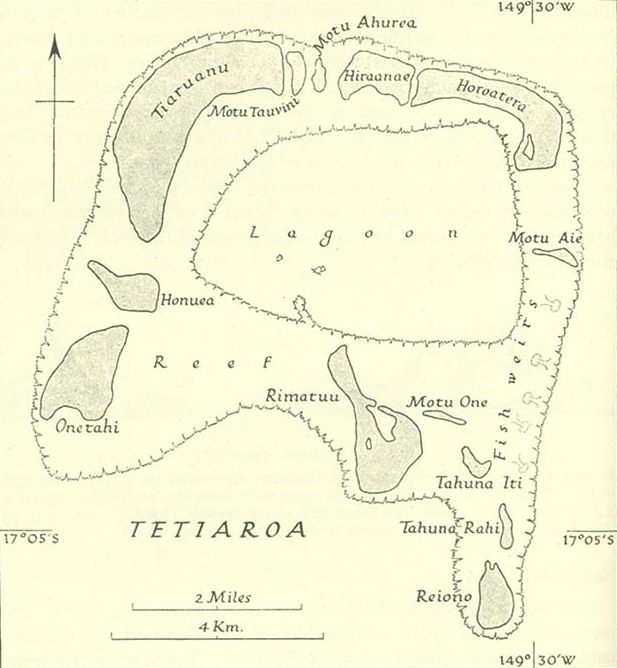
Tetiaroa

Tetiaroa (Teti’aroa en tahitià normalitzat) és l'únic atol del grup d'illes del Vent de l'arxipèlag de la Societat, a la Polinèsia Francesa. Està situat a 42 km al nord de Tahití.

## Geografia
Tetiaroa és un atol format per 13 illots amb una superfície total de 6 km². La llacuna, que no té cap pas navegable a l'oceà, fa 7 km de llarg i 30 m de profunditat. En diversos illots aïllats, com Tahuna Iti i Tahuna Rahi, hi ha importants colònies d'ocells.
L'atol és de propietat privada i administrativament depèn de la comuna d'Arue, al nord de Tahití. Hi ha una cinquantena d'habitants a l'illot de l'oest: motu Onetahi. Disposa d'un aeròdrom i d'un petit hotel tancat al turisme. Fora de l'hotel només es permeten excursions organitzades a l'illot Tahuna Iti. El 1983 va patir series destrosses provocades per un huracà.

## Història
Tetiaroa ja havia sigut vist pels primers descobridors de Tahití, però no va ser explorat fins al 1789 per l'anglès William Bligh. L'espanyol Domingo Bonaechea el va anomenar Los Tres Hermanos.
L'atol era utilitzat com a residència d'estiu pels grans caps del districte d'Arue, de Tahití, i posteriorment per la família reial Pomare. Antigament s'anomenava Teturoa. Després de la investidura de Tu com a rei de Tahití, i d'acord amb l'anomenat costum pi'i, van ser prohibides totes les paraules que tinguessin la síl·laba "tu" i, d'aquesta forma, Teturoa va ser canviat per Tetiaroa. Segons una llegenda, a Tetiaroa s'hi amagaven els tresors reials.
El 1904 la família Pomare va cedir Tetiaroa al dentista canadenc Johnston W. Williams com a reconeixement pels seus serveis. El 1965, l'actor Marlon Brando, després de filmar Mutiny on the Bounty, va adquirir l'atol per 99 anys. Després de la seva mort, el 2004, l'atol és propietat del seu fill Teihotu Brando, excepte dues hectàrees cedides al seu amic Michael Jackson. Hi ha un projecte per construir, el 2008, un gran hotel de luxe, amb materials naturals i integrat a l'entorn.